# Lago da República (Ciudad del Este)
O Lago da República é um lago artificial localizado no centro de Ciudad del Este. Foi construído na década de 60.